# Grumentum
Grumentum – dawne biskupstwo w rzymskiej prowincji Lukania (obecnie Grumento Nova w południowych Włoszech, prowincja Potenza). 
Biskupstwo założono w 312 r. Pierwszym biskupem był Święty Semproniusz. Po zniszczeniu miasta przez Arabów w VIII w. stolicę biskupią przeniesiono do Marsico (obecnie archidiecezja Potenza-Muro Lucano-Marsico Nuovo). W 1970 przywrócone jako biskupstwo tytularne. Aktualnie biskupem tytularnym jest od 1999 Edouard Kisonga S.S.S., biskup pomocniczy egzarchatu Kinszasy.